# Роусон, Роберт
Роберт Роусон (22 июля 1814, Бринсли около Ноттингема — 11 марта 1906) — британский математик.
Родился в очень бедной семье и с семилетнего возраста был вынужден работать на шахте; с детства интересовался математикой. Впоследствии сумел устроиться на работу в железнодорожную компанию Роберта Стефенсона. В 1842 году стал преподавателем математики в Манчестере, в 1845 году стал членом Манчестерского общества. В 1847—1875 годах был директором Портсмутской Докьярдовской школы. Впоследствии занимал высокие должности в комиссиях по образованию, 9 ноября 1889 года стал членом Королевского астрономического общества.
Его первым появившимся в печати научным трудом был помещённый в 1845 году в журнале «Mathematician» мемуар «On the decompos. of ration. fractions and t. summat. of infin. series» (I и II, 12 стр.). Затем были напечатаны в «Lit. Phil. Soc. (Manchester) Mem.» «On the summat. of series and on defin. integrat.» (VII, 1846), «Representat. of discontin. functions» (VIII, 1848), «Investig. of Laplace’s theorem in attractions etc.» (там же) и многие другие. Роусон кроме чистой математики, главного своего научного интереса, писал также работы по механике и физике.